# Nikolàievka (Vorónej)
Nikolàievka - Николаевка (rus) - és un possiólok de l'óblast de Vorónej, a Rússia, segons el cens del 2010 tenia 11 habitants.